# Џо Грант
Џозефин „Џо” Грант (енгл. Josephine "Jo" Grant), касније Џо Џоунс, измишљени је лик у британској научнофантастичној телевизијској серији Доктор Ху. Џо су представили Бери Летс и Теренс Дикс у првој епизоди осме сезоне серије (1971) као новог сапутника протагонисте серије Доктора у његовој трећој инкарнацији (Џон Пертви). Након Докторове претходне сапутнице Лиз Шо (Керолајн Џон), научнице и интелектуалке, продукцијска екипа је покушала да представи мање искусне сапутнице које ће деловати као сурогат публике. Џо се појавила у 15 прича (77 епизода).
У оквиру тока серије, Џо је млађа цивилна оперативка Обавештајне јединце Уједињених нација, међународне организације која брани Земљу од ванземаљских претњи, а додељена је као помоћница Доктору који је у почетку остао насукан на Земљи. Када је поново почео да користи своју временску машину ТАРДИС, она га је пратила на путовањима кроз време и простор. Џо напушта Докторово друштво у током серијала Зелена смрт из 1973. заљубивши се у човека, професора. На телевизији, следећи пут се сусреће са Доктором више од тридесет седам година касније, 2010. године у серијалу Смрт Доктора у спиноф серији Авантуре Саре Џејн.
Менингова и Пертви су уживали у блиском радном односу. Менингова је сматрала да је ово допринело успеху партнерства између Џо и Трећег Доктора. Иако је њен лик критикован јер није био прогресивна интерпретација жене, Менингова је сматрала да феминизам није савремена брига и да је Џо имала своје врлине осим интелигенције, као што је њена оданост. Одлазак лика из серије се уопштено сматра једним од емотивних врхунаца серије између 1963. и 1989. године. Расел Т. Дејвис је осетио притисак да остане веран овом изласку када је поново представио лик 2010. у Авантурама Саре Џејн.

## Појављивања

### Телевизија
Џо се први пут појављује у серији Терору Отонаца из 1971. године пошто је додељена Доктору (Џон Пертви) као замена за Лиз Шо (Керолајн Џон). Очигледно је добила задатак у UNIT-у јер је њен ујак, високи државни службеник, "повукао неке конце". Бригадир Летбриџ-Стјуарт (Николас Кортни) је додељује Доктору који је у почетку запрепашћен када сазна да она није научница, али је прихвата јер нема срца да јој каже другачије. Надахнута, живахна и понекад растресена плавуша, Џо убрзо постаје симпатична осталим члановима UNIT-а, посебно капетану Мајку Јејтсу (Ричард Френклин) и нареднику Бентону (Џон Левен). Трећи Доктор је такође посебно везан за њу, а она му је одана, одбијајући да напусти његову страну чак и када је у питању смртна опасност.
Постоји много опасности за обилазак, посебно пошто су Господари времена вратили Трећем Доктору способност да путује кроз време и простор. Џо се суочава са опасностима и чудима путовања са Доктором са храброшћу и одважном одлучношћу. Заједно са Доктором и UNIT-ом, она се сусреће са опасностима као што су нарциси убице, чудовишта која једу време и одметнути Господар времена Господар (Роџер Делгадо). Она је била смањивана, хипнотисана, бацана кроз време, скоро остарела до смрти и угрожена од џиновских црва и древних утвара. Временом, Џо такође постаје самоуверенија и зрелија, све док није постала довољно самостална да се супротстави Доктору, што је урадила у свом последњем серијалу Зелена смрт у мају–јуну 1973. Током догађаја из те приче, Џо се заљубљује у професора Клифорда Џоунса (Стјуарт Беван), младог научника добитником Нобелове награде, који води групу за заштиту животне средине. На крају, она пристаје да се уда за Џоунса и оде са њим у Амазонију да проучава њену вегетацију, чију вест Доктор поздравља са мешавином поноса и туге.
Џо Грант (сада Џо Џоунс) се вратила у две епизоде четвртог серијала Пустоловина Саре Џејн у Смрти Доктора (2010), где се први пут сусрела са својом заменом сапутницом Саром Џејн Смит (Елизабет Слејден), а потом и са Једанаестим Доктором (Мет Смит). Њих двоје присуствују комеморацији Доктору, али касније сазнају да су ванземаљци лажирали његову смрт како би украли ТАРДИС користећи сећања Џо и Саре Џејн. Џо је још увек удата, има седморо деце и дванаесторо унучади и путује са својим унуком Сантјагом (Фин Џоунс). Она је завидна Сари Џејн што је имала неколико сусрета са Доктором од свог одласка, али је и сама водила испуњен живот путујући светом промовишући добротворрне и еколошке циљеве. На крају крајева, сећања Џо и Саре Џејн на време са Доктором су оно што побеђује заверу ванземаљаца да украде ТАРДИС. Пошто ју је вратио у Лондон, Доктор открива Џо да ју је тајно посетио током догађаја у „Крају Времена“ пошто је проверио све своје претходне пратиоце пре него што се регенерисао у Једанаестог Доктора.
Менингова је поновила улогу Џо на кратко у „Моћи Доктора“ (2022) као део групе подршке претходним пратиоцима који су почели да деле своја искуства са Доктором.

### Други медији
Седми Доктор наилази на алтернативну варијанту Џо у роману Нових вневиних пустоловина Крвава врелина у алтернативном временском току где је Трећи Доктор убијен, а Силуријанци освојили Земљу (Доктор Ху и Силуријанци). Средовечна Џо је представљена у огранак роману Геноцид аутора Пола Леонарда у ком она и Џоунс имају сина Метјуа и разведени су, а Џо сарађује са Осмим Доктором и његовом тренутном сапутницом Самантом Џоунс како би спречили заверу за брисање људског рода из историје. Алтернативно, текстуалне приче у посебном издању Часописа Доктор Ху опредељеном на UNIT, написане као чланци из универзума, наводе да Џо, њен муж Клифорд и њихова осмогодишња ћерка Кејти „сада“ живе у Северном Велсу, а она се кандидовала за Парламент као кандидаткиња Зелене странке. Појављивање Џо у Геноциду је истакнуто у трејлеру за поново лансирани серијал Доктор Ху у који су били укључени бројни ББЦ видео снимци из 1977–78. Трејлер је користио снимак из Фронта у свемиру да илуструје Џо. Она се накратко појављује у роману Некада никад... као једна од неколико пратилаца које су отели садашњи зликовци Савет осам који се одржавају црпљењем енергије из могућих временских токова Докторових пријатеља, роман који описује њену отмицу и повратак на Земљу након Доктор побеђује Савет.
Менингова је такође поновила улогу Џо у три „трејлера за најаву“ за Блу-реј издања осме, девете и десете сезоне серије на званичном Јутјуб каналу серије. Сваки трејлер приказује Џо у данашње време док се сусреће са иконичним чудовиштем из сваке сезоне: џиновске црве из Зелене смрти у трејлеру за 10. сезону, Отонце у трејлеру за 8. сезону и Морске ђаволе у трејлеру 9. сезону. Стјуарт Беван се такође вратио као Клифорд у трејлерима за 8. и 10. сезону, међутим, након Беванове смрти 2022. године, Менингова се појављује сама у трејлеру за 9. сезону у ком је Џо ожалошћена због губитка свог мужа.

## Концептуална историја

### Доктор Ху(1971−73)
За своју прву сезону, продуцент Бери Летс је првенствено радио на причама наслеђеним од претходне продуцентске екипе. Када је дошло до процене његовог и приступа сценаристе Теренса Дикса следећој сезони, препознали су потребу да замене Докторову асистенткињу у сврху излагања и препознавања публике. Претходна сапутница Лиз Шо је била замишљена као сјајна научница која је могла равноправно да разговара са Доктором. Замена би била млађа и поводљивија, неко ко би могао да пита: "Докторе, о чему се све ово ради?". У једном раном допису Грантова је описана као „Није научница, иако са довољно основног искуства да разуме шта се дешава. Други извори, међу којима и Бери Летс, рекли су да је постојала почетна замисао да се лик учини 'егзотичнијим' са чвршћом сексипилном предности, али не и академски сјајан како би Доктору пружила толико жељену (од стране Пертвија) прилику да игра очинску фигуру. Заједно са бригадировим новим командантом капетаном Мајком Јејтсом, лик Џо Грант подстрекнут је мушко-женским паром Џејми Мекримон и Викторија Вотерфилд које је Летс раније режирао са намером да се створи романтични подзаплет за њих двоје, изјавила је Менингова у изјави за SFX 1998. међутим, „Џону и мени није било потребе да стављамо било каква симпатисања у серију јер је постојала та блискост између Џо и Доктора и није било места за њих да имају било шта друго”.
Летс и Дикс су такође намеравали да Џо Грант буде изабрана тако да превазиђе стереотип о „лепој лутки... која може само да стоји и вришти“. Одлучили су се за младу глумицу Кети Менинг чија је личност задивила на иначе безобразној аудицији. Међу осталим у ужем избору за улогу су Јут Стенсгард, Шакира Бакш, Џени Мекракен, Шерил Хол и Габријел Дрејк. Према коментару Летса за ДВД издање Терор Отонаца, Рула Ленски и Анушка Хемпел су такође биле на аудицији за ту улогу. На истом ДВД-у се наводи да је сам Пертви уочио Менингову у предворју ТВ центра ББЦ-а, али да није знао ко је она. Рекао је Летсу да је видео "савршену глумицу" за ту улогу, али Летс није знао на кога мисли. Када је Летс довео Менингову и упознао је са звездом серије, Пертви је био одушевљен и рекао: „Рекао сам ти да је она девојка за ту улогу“. И Џени Мекрекен и Шерил Хол објашњавају на ДВД коментару за „Посебно издање“ Карневала чудовишта да су биле на коначном ужем избору од шест глумица за улогу Џо, али су изгубиле од Менингове. Бери Летс их је обе поставио у Карневал чудовишта као директну последицу њихових аудиција.
Као и претходни сапутници, Менинин лик је био обучен у савремене моде и ставове, пружајући референтне тачке за публику научнофантастичне серије која није могла да обухвати догађаје дана. Слично Пертвијевом Доктору, Џо Грант је била лик у "акционом стилу", при чему је глумица изводила неке од својих вратоломија - што је разумљиво, с обзиром на то да њен омањи раст није могао лако да удвостручи мушки каскадер - иако је спорно да ли је лик у потпуности разбио све стереотипе. Размишљајући о њеном појављивању, Менинг је изјавила да се о феминизму „не би разговарало у мојој ери“ и да није био разлог за забринутост у приказу Џо. Осећала је да Џо представља добар контраст Докторовом интелектуалном самопоуздању. Она може да се носи са стањем у једном тренутку пре него што се у следећем понаша неразумно, што ју је учинило "узбудљивим за све". Менингова је сматрала да иако „академска заједница није била њена јача страна... оданост јесте” наводећи да ће лик „проћи кроз пакао и воду за било коју групу UNIT”. Пирс Д. Бритон, писац референтних радова за Доктор Ху је сматрао да је Џоина карактеризација поставља као подређену Доктору. На пример, она подстиче „претпоставку да је она његова штићеница”. Џоина симпатија Клифорд Џонс у Зеленој смрти је постављен и као „млађи пандан Доктору” и као „његова 'одговарајућа' замена унутар хетеронормативног поретка”.

### Пустоловине Саре Џејн(2010)
У априлу 2010. објављено је у саопштењу за штампу да ће се лик вратити у епизоди четвртог серијала огранка Доктора Хуа Пустоловине Саре Џејн где такође гостује Мет Смит (Једанаести Доктор). Елизабет Слејден, која је тумачила главну улогу Саре Џејн Смит у огранку, назначила је да је „одушевљена што ради са [Менинговом]“, пошто је познавала глумицу веома дуго. Менингова је била изненађена, али веома задовољна што су је замолили да се појави у огранку Доктора Хуа. Поново играти Џо било је нешто о чему "никада није размишљала". Извршни продуцент Доктора Хуа од 2005. до 2010. и творац Пустоловина Саре Џејн Расел Т. Дејвис је касније у изјави за Часопис Доктор Ху назначио да ће Џоин повратак бити више од „кратке појаве“ и „пунокрвног“ појављивања.
Дејвис је осећао притисак да остане веран оригиналном лику Џо. У изјави за SFX он је изјавио да је гледао старе епизоде серије „први пут икада“ планирајући причу у универзуму Доктор Ху. Желео је да „сачува потпуну лепоту онога што су урадили Бери Летс и Теренс Дикс“ са Менингином последњом причом о Доктору Хуу Зелена смрт. Менингова је била „изненађена како се све то вратило“ и сматрала је да је Дејвис „одрадио диван посао показујући како се Џо развијала током година“. Осећала је да је Џо и даље „млада и задивљена девојка каква је била“, али „каљена искуством и зрелошћу“. Дејвис је изразио своју тврдњу да је лик остављен „са обећањем среће, пустоловине, љубави и радости“ и да би било погрешно мешати се у то. На званичном Доктор Ху скупу 'Паноптикон' коју је организовало Друштво Доктор Ху за прославу 30. годишњице серије 1993. године, Менингова је дала изјаву на бини са Џоном Пертвијем и наваљивала је да би се Џо развела од др. Џоунса, рекавши: „И шта, она га је оставила.. дефинитивно га је напустила и рекла да ово неће успети! Још увек у браку“. Међутим, у коментару за ДВД издања и Зелену смрт (ревидирано издање) и Смрт Доктора, Менингова је противречила овој изјави, наглашавајући да се Џо никада не би развела и да би остала са Џоунсом.

### Приче из ТАРДИС-а(2023)
Џо се поново састаје са Клајдом Ленџером (Данијел Ентони), кога је упознала током свог појављивања у Пустоловина Саре Џејн, како би разговарала о свом времену са Доктором.

## Утицај медија и пријем
У својој књизи из 2005. Унутар Тардиса: Светови Доктора Хуа, Џејмс Чепмен је описао Џо као повратак на „вриштећи тип девојке“ као „добронамерну, али склону незгодама птицу лутку“. Он, међутим, тврди да је Менингина „занимљива личност и 'чудна' сексипилност... учинила Џо једном од најпопуларнијих пратилаца Доктора Хуа“. Лик остаје упамћен по овом сексипилу, посебно у светлу голих слика у часопису Жеска илустрација са Далек реквизитом за који Чепмен наводи да јој је „дао екстрадијегетички значај у популарној историји Доктора хуа“. Лестер Хајнс са британског веб-сајта за вести о технологији и мишљења Регистар изјавио је у светлу сличног (одећног) фотографисања које је Кајли Миног урадила 2007. како би промовисала своју улогу Астрид Пет да је „мало вероватно да ће заменити Кети Менинг у ветеранској наклоности навијача“.
У интернет анкети коју је спровело Радио време 2010. године са преко 3.000 учесника, Џо је изабрана за деветог најпопуларнијег пратиоца од четрдесет осам могућих. Гавин Фулер из Дневног телеграфа навео је Џо као осму најбољу пратиљу у историји Доктора Хуа, описујући је као „савршену лудицу“ и „лудо одану“. Додатно је сматрао да су она и Трећи Доктор имали „један од најтоплијих парова Доктор-пратилац у изворној серији, што се јасно види у њеној сцени одласка“. Године 2011. Марк Харисон из Штребера навео је излазак лика као трећу највећу сцену опроштаја, наводећи да је то „најемотивнија у ери Џона Пертвија“ и „горко-слатки излазак за једног од најпопуларнијих пратилаца“. Вил Салмон из SFX-а је на сличан начин навео Џоин одлазак као четврти највећи опроштај, напомињући како је то био први пут да је Доктор био „стварно узнемирен“ откако је напустио Сузан. Расел Т. Дејвис је веровао да су осећајни тренуци као што је Џоин одлазак снажно дефинисани у изворној серији (1963–89) „тако незаборавни [обожаваоцима] једноставно зато што су то једини мали осећајни тренуци у целом продукцији“.
Фрејзер Мекалпајн, који је рецензирао Џоине наступе као пратиоца на блогу Англофенија ББЦ Америке, сматрао је да је успео као фолијом за „устраног“ Трећег Доктора који има „чари данашњице на својој страни“. Осећао је да је Менингова приказала Џоину „лепо помешану невиност“ и осећао је да је њен одлазак илустровао Докторову урођену усамљеност. Кристофер Бан из АВ клуба изјавио је да је Џо била „један од [његових] омиљених пратилаца“, али да је, упркос свом „слатким и шашавим чарима“, „велики корак уназад“ од своје претходнице Лиз Шо у смислу упаривања Доктора са неким једнаким. Говорећи о Џоином повратку у Смрт Доктора у серији Пустоловине Саре Џејн, Ијан Беримен из ћасописа SFX је помислио да „Дејвис закуца лик у тренутку када прође кроз врата – неспретан, брбљав, сладак“. Осећао је да је „заиста добро вратити се“ и навео је да је интеракција између Џо и Саре Џејн „посластица“.